# Lardizabala
El género Lardizabala Ruiz & Pav., 1794 es un género monotipo que comprende a una especie de enredadera, perteneciente a la familia Lardizabalaceae. Su única especie tipo es Lardizabala biternata Ruiz & Pav., 1798, el boqui, boqui cóguil o coguilera, endémica de Chile. El género está dedicado a Miguel de Lardizábal y Uribe (1744-1824), político español y protector de la Botánica.
Fuera de Chile el género es llamado "bejuco sudamericano", nombre que comparte con el género Boquila.

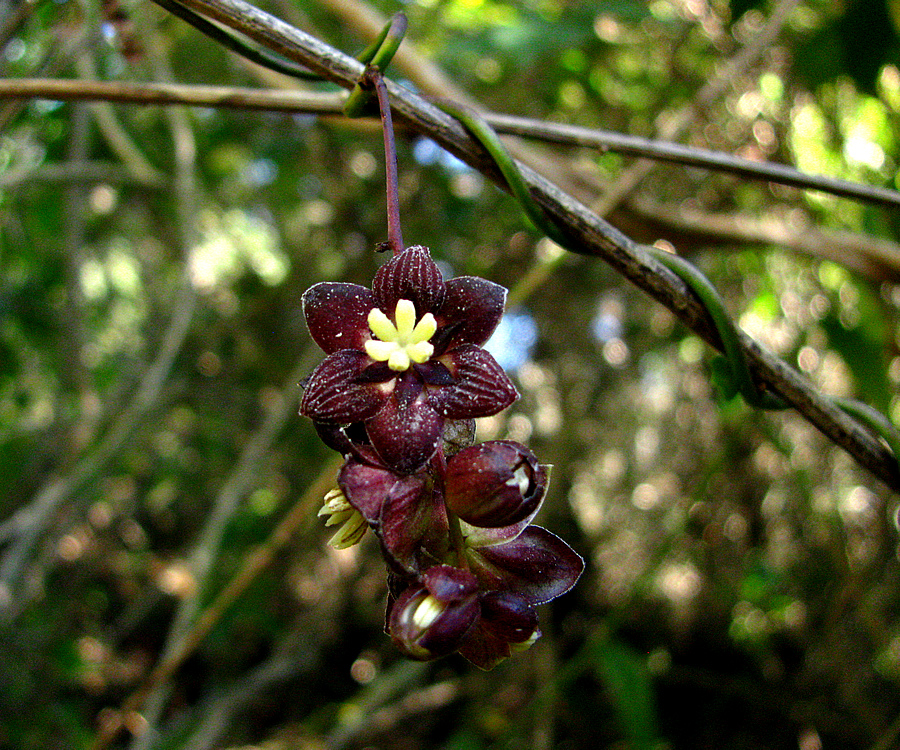
Flores de Lardizabala biternata

## Descripción
Con las caracteres generales de la familia Lardizabalaceae.
- Enredadera leñosa, voluble de sentido horario, perennifolia, glabra.
- Hojas bi- o triternadas, con estípulas.
- Planta dioica.
- Flores púrpura violáceas (rara vez pálidas), las masculinas en racimo, las femeninas solitarias. Sépalos 6, algo carnosos; pétalos 6, menores; estambres 6, monadelfos; gineceo con 3 carpelos, con numerosos óvulos en 8 filas, inmersos en la pared.
- Fruto en agregado de bayas alargadas. Semillas numerosas, subreniformes.
- Número cromosómico: 2n = 28.

## Ecología
Crece entre los 0-1500 m. Autoincompatible.

## Distribución
Especie endémica de Chile, se distribuye desde la Región de Valparaíso hasta la de Los Lagos, y el Archipiélago de Juan Fernández.

## Usos
El cóguil es un fruto comestible. Tallos usados en cestería. Uso como Planta ornamental.

## Sinonimias
- Cogylia Molina, 1810. Especie tipo: Cogylia ternata Molina, 1810.

## Táxones específicos incluidos
El género incluye una única especie, llamada comúnmente cogüilera, coille o voqui cógüil (sus frutos se denominan cógüiles):
- Lardizabala funaria (Molina, 1782) Looser, 1934 (= L. biternata Ruiz & Pav., 1798; L. triternata Ruiz & Pav., 1798; Cogylia ternata Molina, 1810; L. infuscata Miers, 1858; L. silvicola Miers, 1858).

Es una especie dioica, es decir, los sexos se expresan en matas separadas; pero idénticas. Tallos de hasta 20 cm de diámetro y 10 m de largo. Hojas coriáceas, verde oscuras, brillantes, con el foliolo central mayor. Foliolos ovado-lanceolados, de borde entero a ligeramente crenulado, ápice subobtuso y base asimétrica. Flores de 6 pétalos y 6 cépalos de color burdeo a negro, con 3 pistilos fusionados blancos, las femeninas y 3 estambres blancos las masculinas. Las flores masculinas se dan en racimo de 80 a 100 mm de largo con 10 o 12 flores de 10 a 12 mm de diámetro cada una. Las flores femeninas de 12 a 15 mm de diámetro son aisladas, únicas, tienen un peciolo de 20 mm de largo. El fruto es una baya amarilla a rosada purpúrea, de cáscara granulosa, de 15-20 mm de diámetro × 50-80 mm de largo. Florece de febrero a mayo.

## Nombres comunes
- Coguilera, coguillvochi, coguillvoqui, voqui cóguil.[1]